# A Farewell to Kings Tour
A Farewell to Kings Tour è il quinto tour ufficiale della band canadese Rush, nella sua parte terminale prende il nome di Archives Tour.

## Storia
Il trio di Toronto inizia una lunga tournée (136 spettacoli più 2 annullati) in Canada, Stati Uniti d'America e, per la seconda volta, in Europa con lo scopo di promuovere il nuovo album A Farewell to Kings.
Il tour prosegue con una seconda parte, molto più breve della prima (12 date) e solo in territorio statunitense, in occasione della pubblicazione del cofanetto Archives, raccolta contenente i primi tre album della band; questa appendice del tour di A Farewell to Kings viene solitamente indicata come Archives Tour.
Il gruppo si esibisce quasi esclusivamente come headliner (gruppi di supporto per i Rush: UFO, Max Webster, AC/DC, Cheap Trick, Pat Travers, The Babys, Hush, Grinders Witch, Crawler, Tyla Gang, Uriah Heep), salvo in tre date, dove aprono per i Blue Öyster Cult, e una per Bob Seger. Si tratta dell'ultimo tour dove la band fa da gruppo spalla per altri artisti.
Durata approssimativa dello show: 90/100 minuti.
Le date in Gran Bretagna riscontrano un successo notevole, con l'esaurimento in poche ore dei biglietti disponibili. Nel suo insieme il tour attira oltre 800 000 spettatori.
Anche per questo tour è stato reso disponibile, in occasione delle date europee, il relativo Tourbook, opuscolo contenente foto ed informazioni riguardanti la storia, l'attività live della band, su testi di Neil Peart, e una breve scheda su ogni singolo componente del gruppo, dove viene descritto l'equipaggiamento utilizzato nel corso del tour.
Questo, tour, particolarmente lungo ed impegnativo, sarà soprannominato dalla band "Drive 'til you Die Tour", cioè "Guida fino alla morte Tour".

## Formazione
- Geddy Lee – basso elettrico, voce, tastiere, bass pedals, chitarra elettrica
- Alex Lifeson – chitarra elettrica, chitarra acustica, cori
- Neil Peart – batteria, percussioni

## Scaletta
Durante questo tour i Rush propongono una scaletta standardizzata; unica eccezione l'omissione del brano Anthem durante qualche show.
- Bastille Day
- Lakeside Park
- By-Tor and the Snow Dog (abbreviata)
- Xanadu
- A Farewell to Kings
- Something For Nothing
- Cygnus X-1
- Anthem
- Closer To The Heart
- 2112 (abbreviata, senza Oracle: The Dream)
- Working Man
- Fly by Night
- In The Mood
- Assolo di batteria
- bis: Cinderella Man

## Date
Calendario completo del tour
| Prima Leg (A Farewell to Kings Tour) |                     |                       |                                                |                                         |
| Data                                 | Città               | Paese                 | Luogo                                          | Note                                    |
| 23 agosto 1977                       | Toronto             | Canada                | Exhibition Stadium                             |                                         |
| 6 settembre 1977                     | Thunder Bay         | Canada                | Fort William Gardens                           |                                         |
| 7 settembre 1977                     | Winnipeg            | Canada                | Winnipeg Arena                                 |                                         |
| 8 settembre 1977                     | Regina              | Canada                | Agridome                                       |                                         |
| 9 settembre 1977                     | Edmonton            | Canada                | Kinsmen's Fielghouse                           |                                         |
| 10 settembre 1977                    | Saskatoon           | Canada                | The Arena                                      |                                         |
| 11 settembre 1977                    | Calgary             | Canada                | Stampede Corral                                |                                         |
| 13 settembre 1977                    | Vancouver           | Canada                | Pacific National Exhibition Coliseum           |                                         |
| 14 settembre 1977                    | Victoria            | Canada                | Memorial Coliseum                              |                                         |
| 16 settembre 1977                    | Spokane             | Stati Uniti d'America | Coliseum                                       |                                         |
| 17 settembre 1977                    | Seattle             | Stati Uniti d'America | Center Coliseum                                |                                         |
| 18 settembre 1977                    | Pullman             | Stati Uniti d'America | Beasley Performing Arts Coliseum               |                                         |
| 19 settembre 1977                    | Portland            | Stati Uniti d'America | Paramount Theatre                              |                                         |
| 20 settembre 1977                    | Portland            | Stati Uniti d'America | Paramount Theatre                              |                                         |
| 21 settembre 1977                    | Portland            | Stati Uniti d'America | Paramount Theatre                              |                                         |
| 22 settembre 1977                    | Roseburg            | Stati Uniti d'America | Douglas County Fairground                      |                                         |
| 23 settembre 1977                    | Medford             | Stati Uniti d'America | Armony                                         |                                         |
| 24 settembre 1977                    | San Francisco       | Stati Uniti d'America | The Winterland                                 |                                         |
| 25 settembre 1977                    | San Bernardino      | Stati Uniti d'America | Fairgrounds                                    |                                         |
| 26 settembre 1977                    | Bakersfield         | Stati Uniti d'America | Civic Auditorium                               |                                         |
| 27 settembre 1977                    | Reno                | Stati Uniti d'America | Fairgrounds                                    | cancellata per problemi tecnici         |
| 28 settembre 1977                    | Stockton            | Stati Uniti d'America | Memorial Civic Auditorium                      |                                         |
| 29 settembre 1977                    | Fresno              | Stati Uniti d'America | Warnors Theatre                                |                                         |
| 30 settembre 1977                    | San Diego           | Stati Uniti d'America | Sports Arena                                   |                                         |
| 1º ottobre 1977                      | Santa Monica        | Stati Uniti d'America | Civic Auditorium                               |                                         |
| 2 ottobre 1977                       | Santa Monica        | Stati Uniti d'America | Civic Auditorium                               |                                         |
| 3 ottobre 1977                       | Hollywood           | Stati Uniti d'America | Starwood Amphitheatre                          |                                         |
| 4 ottobre 1977                       | Mesa                | Stati Uniti d'America | Mesa Amphitheatre                              |                                         |
| 5 ottobre 1977                       | Phoenix             | Stati Uniti d'America | Veterans Memorial Coliseum                     |                                         |
| 7 ottobre 1977                       | Salt Lake City      | Stati Uniti d'America | Terrace Ballroom                               | annullata per problemi alla voce di Lee |
| 8 ottobre 1977                       | Denver              | Stati Uniti d'America | Auditorium Arena                               |                                         |
| 10 ottobre 1977                      | Amarillo            | Stati Uniti d'America | Civic Center Coliseum                          |                                         |
| 11 ottobre 1977                      | El Paso             | Stati Uniti d'America | El Paso County Coliseum                        |                                         |
| 12 ottobre 1977                      | Odessa              | Stati Uniti d'America | Ector County Coliseum                          |                                         |
| 13 ottobre 1977                      | Lubbock             | Stati Uniti d'America | Coliseum                                       |                                         |
| 14 ottobre 1977                      | Tulsa               | Stati Uniti d'America | Assembly Center                                |                                         |
| 15 ottobre 1977                      | Oklahoma City       | Stati Uniti d'America | Civic Center Music Hall                        |                                         |
| 16 ottobre 1977                      | Abilene             | Stati Uniti d'America | Taylor County Coliseum                         |                                         |
| 17 ottobre 1977                      | Austin              | Stati Uniti d'America | Municipal Center                               |                                         |
| 20 ottobre 1977                      | Houston             | Stati Uniti d'America | The Music Hall                                 |                                         |
| 21 ottobre 1977                      | Fort Worth          | Stati Uniti d'America | Will Rogers Coliseum                           |                                         |
| 22 ottobre 1977                      | San Antonio         | Stati Uniti d'America | Municipal Auditorium                           |                                         |
| 23 ottobre 1977                      | San Antonio         | Stati Uniti d'America | Municipal Auditorium                           |                                         |
| 24 ottobre 1977                      | Corpus Christi      | Stati Uniti d'America | Coliseum                                       |                                         |
| 25 ottobre 1977                      | Beaumont            | Stati Uniti d'America | Civic Center                                   |                                         |
| 27 ottobre 1977                      | Little Rock         | Stati Uniti d'America | Barton Coliseum                                |                                         |
| 28 ottobre 1977                      | Shreveport          | Stati Uniti d'America | Municipal Auditorium                           |                                         |
| 29 ottobre 1977                      | New Orleans         | Stati Uniti d'America | The Warehouse                                  |                                         |
| 30 ottobre 1977                      | Memphis             | Stati Uniti d'America | Dixon-Myers Hall                               |                                         |
| 31 ottobre 1977                      | Atlanta             | Stati Uniti d'America | Alex Cooley's Electric Ballroom                |                                         |
| 1º novembre 1977                     | Dothan              | Stati Uniti d'America | Dothan Civic Center                            |                                         |
| 10 novembre 1977                     | Buffalo             | Stati Uniti d'America | New Century Theatre                            |                                         |
| 11 novembre 1977                     | Buffalo             | Stati Uniti d'America | New Century Theatre                            |                                         |
| 12 novembre 1977                     | New York            | Stati Uniti d'America | The Palladium                                  |                                         |
| 13 novembre 1977                     | Baltimora           | Stati Uniti d'America | Baltimore Civic Center                         |                                         |
| 16 novembre 1977                     | Poughkeepsie        | Stati Uniti d'America | Mid-Hudson Civic Center                        |                                         |
| 17 novembre 1977                     | Albany              | Stati Uniti d'America | Palace Theatre                                 |                                         |
| 18 novembre 1977                     | Syracuse            | Stati Uniti d'America | Onondaga Memorial Auditorium                   |                                         |
| 19 novembre 1977                     | Rochester           | Stati Uniti d'America | War Memorial Auditorium                        |                                         |
| 22 novembre 1977                     | Pittsburgh          | Stati Uniti d'America | Stanley Theatre                                |                                         |
| 23 novembre 1977                     | Pittsburgh          | Stati Uniti d'America | Stanley Theatre                                |                                         |
| 24 novembre 1977                     | Johnstown           | Stati Uniti d'America | War Memorial Arena                             |                                         |
| 25 novembre 1977                     | Passaic             | Stati Uniti d'America | Capitol Theatre                                |                                         |
| 26 novembre 1977                     | Upper Darby         | Stati Uniti d'America | Tower Theatre                                  |                                         |
| 28 novembre 1977                     | Erie                | Stati Uniti d'America | Erie County Fieldhouse                         |                                         |
| 2 dicembre 1977                      | Fitchburg           | Stati Uniti d'America | Fitchburg Theatre                              |                                         |
| 3 dicembre 1977                      | Washington          | Stati Uniti d'America | Warner Theatre                                 |                                         |
| 5 dicembre 1977                      | Youngstown          | Stati Uniti d'America | Tomorrow Club                                  |                                         |
| 8 dicembre 1977                      | Columbus            | Stati Uniti d'America | Municipal Auditorium                           |                                         |
| 9 dicembre 1977                      | Lakeland            | Stati Uniti d'America | Civic Center                                   | aprono per Bob Seger                    |
| 10 dicembre 1977                     | Hollywood           | Stati Uniti d'America | Hollywood Sportatorium                         |                                         |
| 11 dicembre 1977                     | Jacksonville        | Stati Uniti d'America | Veterans Memorial Coliseum                     |                                         |
| 12 dicembre 1977                     | Atlanta             | Stati Uniti d'America | Fox Theater                                    |                                         |
| 13 dicembre 1977                     | Knoxville           | Stati Uniti d'America | Civic Auditorium                               |                                         |
| 14 dicembre 1977                     | Wheeling            | Stati Uniti d'America | Civic Center                                   |                                         |
| 15 dicembre 1977                     | Detroit             | Stati Uniti d'America | Cobo Hall                                      |                                         |
| 16 dicembre 1977                     | Toledo              | Stati Uniti d'America | Toledo Sports Arena                            |                                         |
| 17 dicembre 1977                     | Cleveland           | Stati Uniti d'America | Public Auditorium                              |                                         |
| 18 dicembre 1977                     | Dayton              | Stati Uniti d'America | University of Dayton Arena                     |                                         |
| 19 dicembre 1977                     | Kalamazoo           | Stati Uniti d'America | Wings Stadium                                  |                                         |
| 27 dicembre 1977                     | London              | Canada                | London Gardens                                 |                                         |
| 28 dicembre 1977                     | Kitchener           | Canada                | Memorial Auditorium                            |                                         |
| 29 dicembre 1977                     | Toronto             | Canada                | Maple Leaf Gardens                             |                                         |
| 30 dicembre 1977                     | Toronto             | Canada                | Maple Leaf Gardens                             |                                         |
| 2 gennaio 1978                       | South Bend          | Stati Uniti d'America | Morris Civic Center                            |                                         |
| 3 gennaio 1978                       | Columbus            | Stati Uniti d'America | Veterans Memorial Auditorium                   |                                         |
| 4 gennaio 1978                       | Columbus            | Stati Uniti d'America | Veterans Memorial Auditorium                   |                                         |
| 5 gennaio 1978                       | Indianapolis        | Stati Uniti d'America | Market Square Arena                            |                                         |
| 6 gennaio 1978                       | Chicago             | Stati Uniti d'America | Aragon Ballroom                                |                                         |
| 7 gennaio 1978                       | Chicago             | Stati Uniti d'America | Aragon Ballroom                                |                                         |
| 8 gennaio 1978                       | Chicago             | Stati Uniti d'America | Aragon Ballroom                                |                                         |
| 12 gennaio 1978                      | Providence          | Stati Uniti d'America | Civic Center                                   | aprono per Blue Öyster Cult             |
| 13 gennaio 1978                      | Uniondale           | Stati Uniti d'America | Nassau Coliseum                                | aprono per Blue Öyster Cult             |
| 14 gennaio 1978                      | New Haven           | Stati Uniti d'America | Veterans Coliseum                              | aprono per Blue Öyster Cult             |
| 17 gennaio 1978                      | Kansas City         | Stati Uniti d'America | Municipal Auditorium                           |                                         |
| 18 gennaio 1978                      | Saint Louis         | Stati Uniti d'America | Checkerdome                                    |                                         |
| 19 gennaio 1978                      | Louisville          | Stati Uniti d'America | Louisville Gardens                             |                                         |
| 21 gennaio 1978                      | Saginaw             | Stati Uniti d'America | Wendler Arena                                  |                                         |
| 23 gennaio 1978                      | Lansing             | Stati Uniti d'America | Civic Center                                   |                                         |
| 24 gennaio 1978                      | Flint               | Stati Uniti d'America | IMA Auditorium                                 |                                         |
| 26 gennaio 1978                      | Milwaukee           | Stati Uniti d'America | Milwaukee Auditorium                           |                                         |
| 27 gennaio 1978                      | Bloomington         | Stati Uniti d'America | Met Center                                     |                                         |
| 28 gennaio 1978                      | Stevens Point       | Stati Uniti d'America | Splash Fieldhouse, University of Wisconsin     |                                         |
| 29 gennaio 1978                      | Madison             | Stati Uniti d'America | Dane County Memorial Coliseum                  |                                         |
| 30 gennaio 1978                      | Davenport           | Stati Uniti d'America | RKO Orpheum Theatre                            |                                         |
| 31 gennaio 1978                      | Hammond             | Stati Uniti d'America | Hammond Civic Center                           |                                         |
| 12 febbraio 1978                     | Birmingham          | Inghilterra           | Birmingham Odeon                               |                                         |
| 13 febbraio 1978                     | Leicester           | Inghilterra           | De Monfort Hall                                |                                         |
| 14 febbraio 1978                     | Newcastle           | Inghilterra           | City Hall                                      |                                         |
| 15 febbraio 1978                     | Newcastle upon Tyne | Inghilterra           | City Hall                                      |                                         |
| 16 febbraio 1978                     | Glasgow             | Scozia                | The Apollo                                     |                                         |
| 17 febbraio 1978                     | Glasgow             | Scozia                | The Apollo                                     |                                         |
| 19 febbraio 1978                     | Londra              | Inghilterra           | Hammersmith Odeon                              |                                         |
| 20 febbraio 1978                     | Londra              | Inghilterra           | Hammersmith Odeon                              | registrazioni per Different Stages      |
| 22 febbraio 1978                     | Sheffield           | Inghilterra           | City Hall                                      |                                         |
| 23 febbraio 1978                     | Manchester          | Inghilterra           | The Apollo                                     |                                         |
| 24 febbraio 1978                     | Manchester          | Inghilterra           | The Apollo                                     |                                         |
| 25 febbraio 1978                     | Liverpool           | Inghilterra           | Liverpool Empire                               |                                         |
| 26 febbraio 1978                     | Bristol             | Inghilterra           | Colston Hall                                   |                                         |
| 27 febbraio 1978                     | Southampton         | Inghilterra           | Gaumount                                       |                                         |
| 10 marzo 1978                        | Boston              | Stati Uniti d'America | Orpheum Theatre                                |                                         |
| 15 marzo 1978                        | Knoxville           | Stati Uniti d'America | Coliseum                                       |                                         |
| 16 marzo 1978                        | Huntington          | Stati Uniti d'America | Civic Center                                   |                                         |
| 17 marzo 1978                        | Johnson City        | Stati Uniti d'America | Civic Center                                   |                                         |
| 18 marzo 1978                        | Greensboro          | Stati Uniti d'America | Greensboro Coliseum                            |                                         |
| 19 marzo 1978                        | Norfolk             | Stati Uniti d'America | Civic Auditorium                               |                                         |
| 21 marzo 1978                        | Chattanooga         | Stati Uniti d'America | Memorial Auditorium                            |                                         |
| 22 marzo 1978                        | Birmingham          | Stati Uniti d'America | Boutwell Auditorium                            |                                         |
| 24 marzo 1978                        | Tampa               | Stati Uniti d'America | Curtis Hixon Hall                              |                                         |
| 25 marzo 1978                        | Hollywood           | Stati Uniti d'America | Hollywood Sportatorium                         |                                         |
| 30 marzo 1978                        | Guelph              | Canada                | Memorial Gardens                               |                                         |
| 31 marzo 1978                        | Montréal            | Canada                | The Forum                                      |                                         |
| 1º aprile 1978                       | Ottawa              | Canada                | Ottawa Civic Center                            |                                         |
| 2 aprile 1978                        | Cornwall            | Canada                | Cornwall Civic Center                          |                                         |
| 3 aprile 1978                        | Kingston            | Canada                | Jock Harty Arena                               |                                         |
| 4 aprile 1978                        | Peterborough        | Canada                | Memorial Centre                                |                                         |
| 6 aprile 1978                        | Fredericton         | Canada                | Aitken Center                                  |                                         |
| 7 aprile 1978                        | Moncton             | Canada                | Joe Louis Lavesque Arena                       |                                         |
| 8 aprile 1978                        | Halifax             | Canada                | Metro Center                                   |                                         |
| Seconda Leg (Archives Tour)          |                     |                       |                                                |                                         |
| Data                                 | Città               | Paese                 | Luogo                                          | Note                                    |
| 10 maggio 1978                       | Niagara Falls       | Stati Uniti d'America | Convention Center                              |                                         |
| 11 maggio 1978                       | Fort Wayne          | Stati Uniti d'America | Memorial Coliseum                              |                                         |
| 12 maggio 1978                       | Cincinnati          | Stati Uniti d'America | Riverfront Coliseum                            |                                         |
| 13 maggio 1978                       | Nashville           | Stati Uniti d'America | Municipal Auditorium                           |                                         |
| 16 maggio 1978                       | Denver              | Stati Uniti d'America | Auditorium Arena                               |                                         |
| 17 maggio 1978                       | Salt Lake City      | Stati Uniti d'America | Salt Palace Center                             |                                         |
| 18 maggio 1978                       | Boise               | Stati Uniti d'America | The Merchants Building, Idaho State Fairground |                                         |
| 20 maggio 1978                       | Billings            | Stati Uniti d'America | Yellowstone Metra Arena                        |                                         |
| 25 maggio 1978                       | East Grand Forks    | Stati Uniti d'America | Civic Center                                   |                                         |
| 26 maggio 1978                       | Sioux City          | Stati Uniti d'America | Municipal Stadium                              |                                         |
| 27 maggio 1978                       | Waterloo            | Stati Uniti d'America | McElroy Auditorium                             |                                         |
| 28 maggio 1978                       | East Troy           | Stati Uniti d'America | Alpine Valley Music Theatre                    |                                         |

## Documentazione
Riguardo al A Farewell to Kings Tour sono reperibili le seguenti testimonianze audio e cartacee:
- Different Stages, disco 3, album live del 1998.
- da A Farewell to Kings 40th anniversary edition: esibizione completa dello show già pubblicato nel in Different Stages, comprendente Closer to the Heart, Lakeside Park, 2112, assolo di batteria; Londra, 20 febbraio 1978.
- A Farewell to Kings Tourbook.